# Planina Donja
Planina Donja is een plaats in de gemeente Zagreb in de Kroatische provincie Stad Zagreb. De plaats telt 603 inwoners (2001).